# Melisanda z Jerozolimy
Melisanda (ur. 1105, zm. 11 września 1161) – królowa Jerozolimy w latach 1131–1153.
Melisanda była najstarszą córką króla Baldwina II i jego małżonki, armeńskiej księżniczki Morfii z Meliteny. Miała jeszcze trzy młodsze siostry: Alicję, Hodiernę i Jowitę.
Imię otrzymała na cześć swojej babki od strony ojca, Melisandy de Montlhéry, żony Hugona I, hrabiego Rethel.

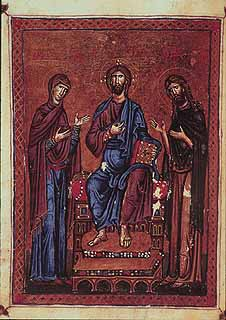
Ilustracja z Psałterza Melisandy

Za życia ojca otrzymała tytuł filia regis et regni Jerosolimitani haeres („córki królewskiej i następczyni tronu Jerozolimy”) i w czasie oficjalnych ceremonii miała pierwszeństwo przed szlachtą i klerem. Jej ojciec postanowił, że Melizanda obejmie tron po jego śmierci, ale postanowił również wydać ją za mąż za jakiegoś mężnego rycerza, który w przyszłości będzie ją chronił i jej pomagał. Baldwin II wybrał francuskiego księcia Fulka Andegaweńskiego, słynnego krzyżowca i rycerza (w tym samym czasie Godfryd Plantagenet, syn Fulka z pierwszego małżeństwa poślubił cesarzową Matyldę, wyznaczoną na następczynię tronu Anglii). W czasie negocjacji Fulka z wysłannikami Baldwina II – Wilhelmem de Bures i Hugonem de Payns – Fulko nalegał aby w przyszłości zostać pełnoprawnym królem Jerozolimy. Baldwin II zgodził się, ponieważ Fulko był bogatym rycerzem i do Jerozolimy zabrałby swoje doświadczone oddziały.
2 czerwca 1129 miał miejsce ślub Melisandy i Fulka. W 1130 Melisanda urodziła syna Baldwina; Baldwin II, aby wzmocnić pozycję córki, mianował ją strażniczką syna.

## Królowa Jerozolimy

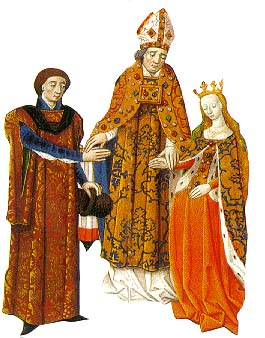
Ślub Melisandy i Fulka

Król zmarł już w 1131, a Melizanda i Fulko wspólnie objęli pusty tron. Fulko próbował odsunąć żonę od faktycznej władzy i zaczęły się starcia między małżonkami. W 1132 oskarżył żonę o romans z jej kuzynem i członkiem rodziny królewskiej, Hugonem II de Le Puiset, hrabią Jafy. Małżonkowie pojednali się w 1136 i w następstwie tego Melisanda urodziła drugiego syna, Amalryka. W 1143 Fulko zginął w wypadku podczas polowania, Melisanda opłakiwała go publicznie i prywatnie. Od 1143 panowała przez siedem lat wraz ze starszym synem, Baldwinem III, jako regentka.
W 1144 hrabstwo Edessy zostało oblężone, hrabia Joscelin II nie był w stanie sam obronić swoich ziem. Melisanda odpowiedziała na jego prośby wysłaniem armii dowodzonej przez konstabla Manassesa de Hierges, Filipa de Milly i Elinanda de Bures. Rajmund z Antiochii zignorował apel o pomoc, ponieważ jego armia zajęta była walkami z wojskami bizantyjskimi. Mimo pomocy Melisandy Edessa padła, więc królowa wysłała list do papieża Eugeniusza III. Ten zwołał II krucjatę, poprowadzoną przez króla Francji, Ludwika VII Młodego, i króla Niemiec, Konrada III Hohenstaufa; Ludwikowi towarzyszyła jego żona, Eleonora Akwitańska, ze swoimi wasalami. Eleonora odziedziczyła ziemie i tytuły po śmierci ojca, nie miała braci i zachowała suwerenną władzę (podobnie jak Melisanda).
W 1148 krzyżowcy spotkali się w Akce i uzgodnili strategię dalszych działań. Konrad i Ludwik doradzili 16-letniemu Baldwinowi III, żeby zaatakował muzułmańskie miasto Damaszek. Melisanda, Manasses i Eleonora chcieli podbić Aleppo, które przydałoby się podczas odbijania Edessy, ale Baldwin III zdecydował ruszyć na Damaszek. Miasto to było połączone z Jerozolimą umowami pokojowymi; kiedy nie udało się go zdobyć, mieszkańcy nie chcieli już podpisać kolejnych traktatów z Jerozolimą. Po 11 miesiącach Ludwik i Eleonora wrócili do Francji, tym samym II krucjata zakończyła się porażką.

## Dalsze życie

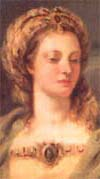
Hodierna, siostra Melisandy

Baldwin osiągnął pełnoletniość w 1145, ale matka nie oddała mu władzy i z tego powodu doszło między nimi do konfliktu. Dopiero w 1152 Baldwin samodzielnie objął władzę. W 1153 matka i syn pogodzili się. Baldwin zaczął okazywać matce szacunek i respekt. W 1157 Melisanda była świadkiem ślubu jej młodszego syna, Amalryka, z Agnieszką de Courtenay. W 1161 prawdopodobnie miała zawał i już nie brała czynnego udziału w kierowaniu państwem. Jej siostry – Hodierna, hrabina Trypolisu, i Jowita, przełożona klasztoru w Betanii – przybyły, aby się nią zaopiekować. Zmarła 11 września 1161, została pochowana obok swojej matki Morfii.